# Breek de stilte
Breek de stilte is een single van de Nederlandse zanger Stef Bos en de Belgische zanger Bob Savenberg uit 1991. 

## Achtergrond
Breek de stilte is geschreven en geproduceerd door Bob Savenberg en Stef Bos. Het is een Nederlandstalig lied dat gaat over autisme. Het idee voor het lied komt van de zus van Savenberg, van wie haar zoon autisme heeft. Het lied werd geschreven om meer aandacht te geven over autistische kinderen en tegelijkertijd werd de opbrengst van de single gedoneerd aan de Nederlandse Vereniging voor Autisme voor onder ander beter speciaal onderwijs en hulp bij het begeleiden van mensen in het autistische spectrum, jong en oud. B-kant van de single was een lied van Savenberg; Romeo's lied. Dit lied is ook te vinden op het album Graag Traag! van Savenberg. 

## Hitnoteringen
Het lied behaalde in zowel Nederland als België hitlijsten. Het grootste succes was in de Vlaamse hitlijst, waar het in de vijftien weken dat het in die lijst stond twee weken op de eerste plaats heeft gestaan. In Nederland was er bescheidener succes. De piekpositie in de Top 40 was de 31e plek en het was drie weken in deze lijst te vinden. In de Nationale Top 100 stond het negen weken en piekte het op de 33e plaats.

## Cover
Na de Zeebeving in de Indische Oceaan in 2004 en de bijbehorende tsunami, coverde de gelenheidsformatie Artiesten voor Tsunami 12-12 het lied onder de titel Geef een teken. Deze versie ging over de slachtoffers van de tsunami en de opbrengsten van deze single gingen naar deze slachtoffers. De single werd goed verkocht en bereikte de eerste plaats in de Vlaamse Ultratop 50 en bleef daar vijf weken op staan. Het stond in totaal twaalf weken in die lijst.